# 永和 (漢)
永和（えいわ）は、後漢の順帝劉保の治世に行われた3番目の元号。136年 - 141年。

## 出来事
- 元年1月：改元して永和元年とする。
- 6年：梁冀が大将軍となる。

## 西暦・干支との対照表
| 永和 | 元年  | 2年   | 3年   | 4年   | 5年   | 6年   |
| 西暦 | 136年 | 137年 | 138年 | 139年 | 140年 | 141年 |
| 干支 | 丙子  | 丁丑  | 戊寅  | 己卯  | 庚辰  | 辛巳  |